# Книга Лавкрафта
«Книга Лавкрафта» — квазіісторичний біографічний роман американського письменника Річарда А. Лупоффа. Опублікований 1985 року видавництвом Arkham House тиражем 3 544 примірника. Перша книга письменника, надрукована в Arkham House.

## Сюжет
Історія розповідає про пропозицію, зроблену Говарду Лавкрафту від фашистського симпатика Георга Сильвестра Верека. Вона полягала в тому, щоб Лавкрафт написав політичний трактат, американський аналог «Моєї боротьби». Натомість Верек пообіцяв видання тома оповідань авторства Лавкрафта.

## Перевидання
- London: Grafton, 1987.
- Ramble House, 2000, as Marblehead: A Novel of H.P. Lovecraft. ISBN 978-0-9774527-3-6. Художнє оздоблення від Гевіна О'Кіфі. Це повний текст оригінального роману, написаний Лупоффом. Книгу скоротили вдвічі для іншого видавця, перш ніж її взяли до друку Arkham House. Оригінальний рукопис вважався втраченим протягом більше 20 років до появи в приватній бібліотеці видавництва журналу Локус, Чарльза Н. Броуна.